# ラスベガス・サンズ
ラスベガス・サンズ（Las Vegas Sands、NYSE: LVS）はアメリカ合衆国ネバダ州ラスベガスに本社がある統合型リゾート運営会社。創始者シェルドン・アデルソンの死後、妻のミリアム・アデルソンとその家族が所有者となっている。

## 歴史
1988年に設立。1996年に閉鎖されたサンズ・ホテル(en)の跡地に、ベネチアンが1999年にオープンした。また、2007年にはマカオに世界最大のホテル「ザ・ベネチアン・マカオ」が完成した。
2014年2月24日、アデルソンCEOは日本に大型投資を行う用意があると述べた。
2017年2月、アメリカ合衆国大統領のドナルド・トランプが日本の安倍晋三首相に対して自身の最大の献金者であるアデルソンが経営するラスベガス・サンズに免許を交付するよう求めたとプロパブリカが報じている。
2018年7月20日、日本での特定複合観光施設区域整備法の成立を歓迎する声明を発表した。
2019年8月22日、大阪で統合型リゾート（IR）を開発する計画を見送り、東京と横浜での開発計画に集中すると宣言した。
2020年5月13日、日本の統合型リゾートにカジノを設立する計画を断念したことを明らかにした。
2022年2月23日、ラスベガスの「ザ・ベネチアン・リゾート」をApollo Global Management関係先及びVICI Propertiesに売却。ラスベガスに所有する施設がなくなる。

## 運営施設
- ベネチアン[9]（ラスベガス、1999年開業）
- サンズ・エクスポ・アンド・コンベンション・センター[9]（ラスベガス、1990年開業）
- ザ・パラッゾ[9]（ラスベガス、2007年開業）
- サンズ・カジノ・リゾート・ベスレヘム[9]（ペンシルベニア州ベスレヘム、2009年開業）
- サンズ・マカオ[9]（中華人民共和国マカオ特別行政区、2004年開業）
- ザ・ベネチアン・マカオ[9]（中華人民共和国マカオ特別行政区、2007年開業）
- コタイ・アリーナ[9]（中華人民共和国マカオ特別行政区、2007年開業）
- サンズ・コタイ・セントラル[9]（中華人民共和国マカオ特別行政区、2011年開業）
- ザ・パリジャン・マカオ[9]（中華人民共和国マカオ特別行政区、2016年開業）
- マリーナベイ・サンズ[9]（シンガポール、2010年開業）

## 専用機
ラスベガス・サンズでは、主に経営陣や大口顧客のチャーター輸送するためのプライベート専用機を運航している。なお運用中の航空機は全てラスベガスに位置するハリー・リード国際空港を拠点としている。2022年9月現在の運用機材は以下のとおり。

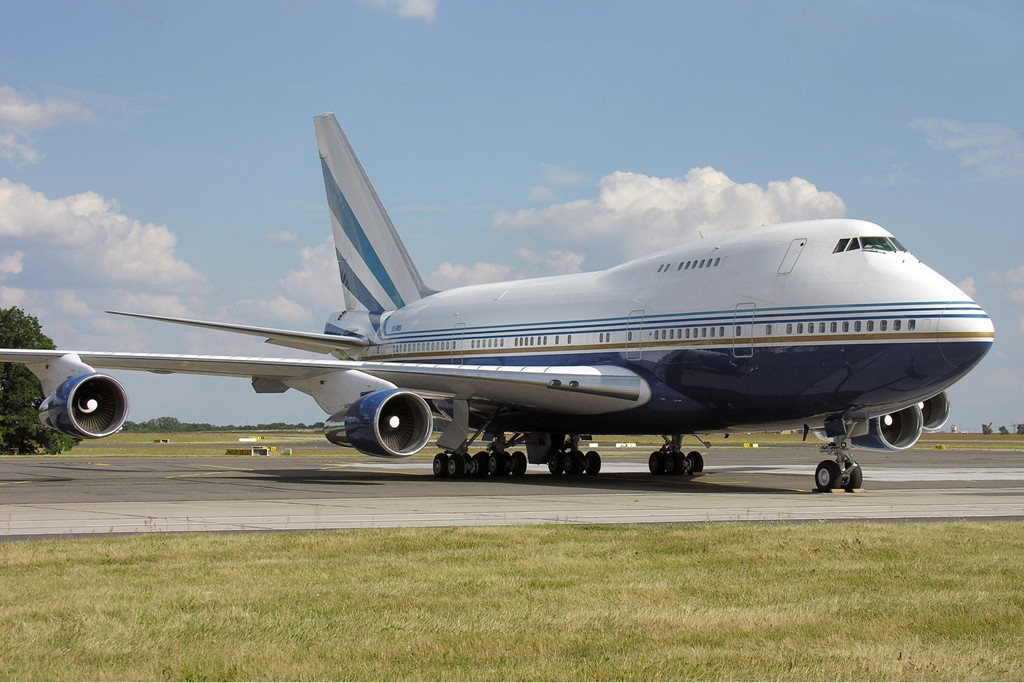
かつてラスベガス・サンズで運用されていたボーイング747-SP。

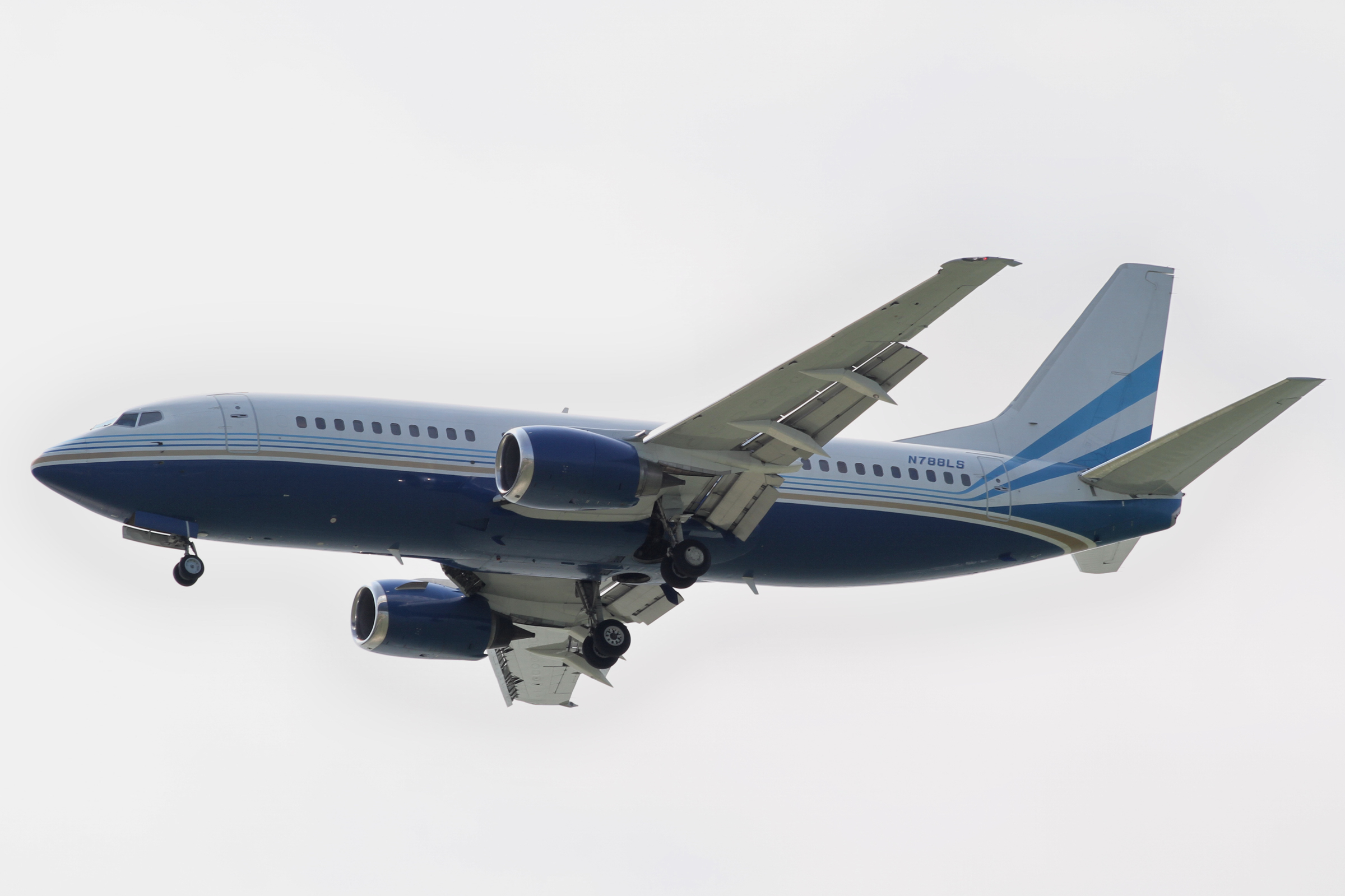
シンガポール・チャンギ国際空港に進入しているラスベガス・サンズのボーイング737-300

| 航空機              | 保有機数 |
| ------------------- | -------- |
| エアバスA319        | 1        |
| エアバスA340        | 1        |
| ボーイング737-300   | 4        |
| ボーイング747-SP    | 1        |
| ボーイング767       | 1        |
| ガルフストリーム IV | 1        |
| 合計                | 9        |